# 木登城堡

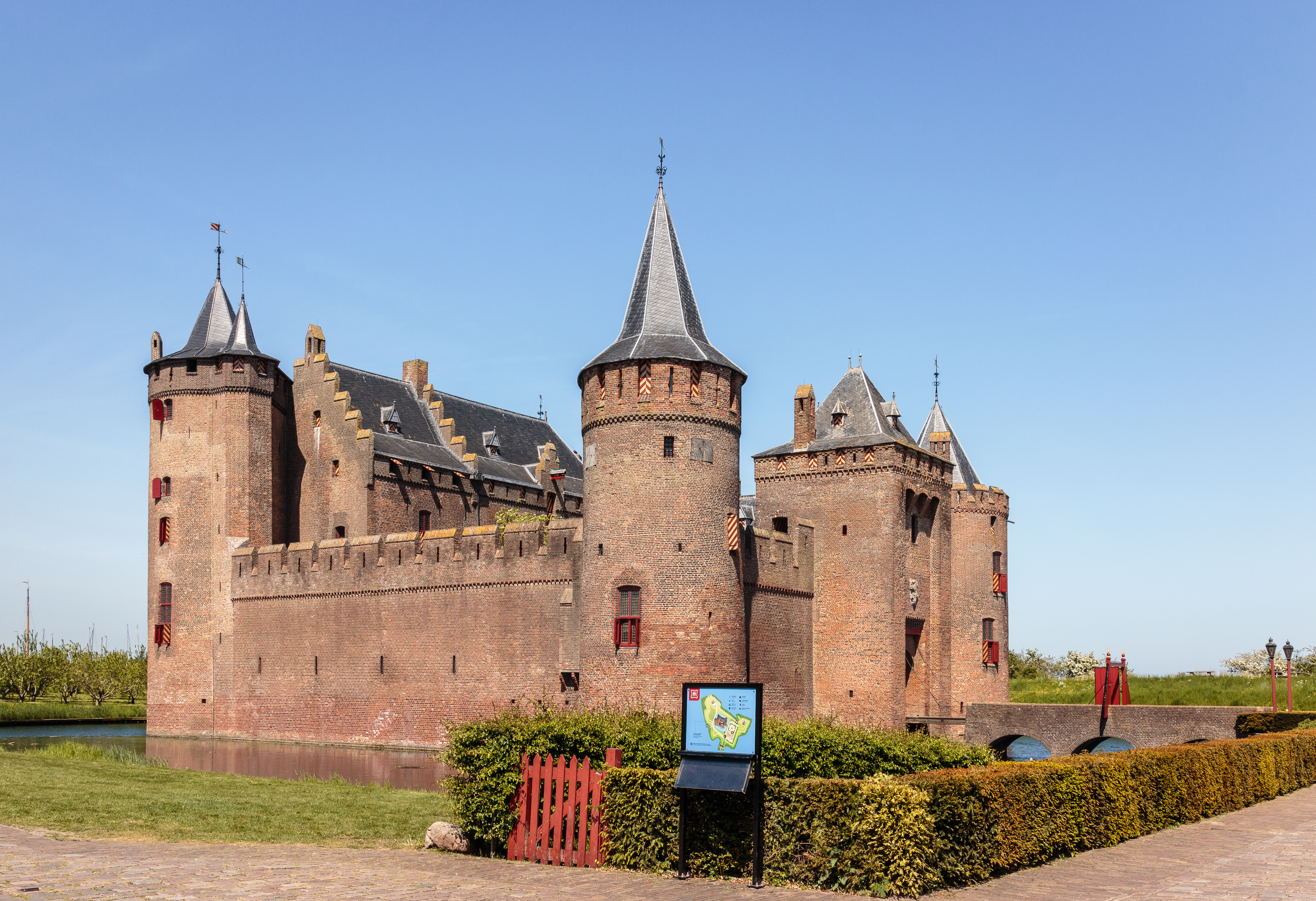
木登城堡

木登城堡（荷蘭語：Muiderslot）是荷蘭的一座城堡，位於阿姆斯特丹東南15公里處的城鎮木登。這座城堡是荷蘭最著名的城堡之一，曾經用作許多以中世紀為場景的電視節目的取景地。木登城堡的歷史始於弗羅里斯五世。現在木登城堡是一座博物館。

## 外部連結
- Muiden Castle official website （页面存档备份，存于）
- Muiden Castle pictures （页面存档备份，存于）
- Aerial photo （页面存档备份，存于）